# Biserica Fundenii Doamnei
Biserica Fundenii Doamnei  este un lăcaș de cult ortodox din satul  Fundeni, comuna Dobroești, județul Ilfov, România. Ea poartă hramul „Sfântul Eftimie cel Mare” și se află pe șoseaua Fundeni, nr. 138, pe partea dreaptă în sensul dinspre Șoseaua Pantelimon către Șoseaua Colentina, în capătul unei grădini de trandafiri, iar la intrarea în curtea bisericii, câțiva brazi o ascund de privirile trecătorilor, încât biserica nu se vede din stradă.

## Istoric
Biserica Fundenii Doamnei a fost ridicată în anul 1699 pe malul lacului Fundeni. Ctitoria aparține marelui spătar Mihai Cantacuzino. Construcția a fost renovată în 1860 de Doamna Maria Ghica, motiv pentru care a fost numită de locuitorii orașului "biserica Fundenii Doamnei".
Biserica este monument istoric, cod LMI IF-II-m-A-15285.

## Descriere
Deși construită în epoca de înflorire a stilului brâncovenesc, ctitoria spătarului Mihai Cantacuzino, terminată la 1 mai 1699, prezintă alte trăsături decât monumentele epocii. În primul rând, edificiul este mai puțin lung ca de obicei, iar turla de pe naos, lipsită de postament, pare scundă. 

Biserica de plan triconc are pronaosul încununat de un turn-clopotniță. Pridvorul de proporții zvelte este susținut de coloane de piatră decorate cu vrejuri, portalul dovedește influențe baroce. Remarcabil este decorul neobișnuit al fațadelor, care include motive ornamentale în stuc preluate din miniatura persană: măsuțe cu vaze de flori, chiparoși, havuzuri, palate, ramuri înmănunchiate de lămâi. Atelierul care a efectuat aceste lucrări a contribuit probabil și la decorarea interiorului palatului brâncovenesc de la Potlogi. 
Picturile murale din interior au fost executate de atelierul lui Pârvu Mutu (1657 - 1735). În pridvor poate fi văzută o amplă compoziție a celebrului zugrav, înfățișând "Judecata de apoi".